# Kemar Roofe
Kemar Roofe (Walsall, 6 januari 1993) is een Engels voetballer met Jamaicaanse roots. Hij ondertekende op 4 augustus 2020 een contract voor vier jaar bij Rangers FC.

## Carrière

### West Bromwich Albion
Roofe trad in 2009 toe tot de jeugdacademie van West Bromwich Albion. De club leende hem in april 2011 een eerste keer uit: zijn bestemming werd de IJslandse eersteklasser Víkingur Reykjavík. Daar speelde hij twee competitiewedstrijden in de Úrvalsdeild. Later werd hij nog uitgeleend aan de Engelse lageredivisieclubs Northampton Town, Cheltenham Town, Colchester United en Oxford United. Nadat zijn uitleenbeurten op Northampton, Cheltenham en Colchester geen groot succes waren geworden, botste Roofe bij Oxford op zijn ex-jeugdcoach Michael Appleton. Onder de leiding van Appleton scoorde Roofe in nog geen half seizoen zes keer voor Oxford in de League Two. De club uit de universiteitsstad nam Roofe in de zomer van 2015 definitief over van West Bromwich.

### Oxford United & Leeds United
De Jamaicaanse Engelsman bloeide na zijn definitieve vertrek bij West Bromwich helemaal open: nog steeds onder Appleton scoorde hij in het seizoen 2015/16 achttien competitiedoelpunten voor Oxford. Het leverde hem op het einde van het seizoen een transfer op naar Leeds United, dat 3,5 miljoen euro voor hem betaalde.
In zijn eerste seizoen in de Championship scoorde Roofe slechts drie keer voor Leeds, maar in zijn tweede en derde seizoen kroonde hij zich met respectievelijk veertien en vijftien doelpunten (alle competities inbegrepen) tweemaal tot clubtopschutter. Zijn meeste goals scoorde hij in het seizoen 2018/19, toen hij van trainer Marcelo Bielsa voornamelijk als centrumspits mocht spelen. Dit leverde hem interesse op van RSC Anderlecht en Rangers FC. Roofe koos uiteindelijk voor Anderlecht, dat zes miljoen euro voor hem neertelde.

### RSC Anderlecht
In zijn debuutwedstrijd voor Anderlecht, een bekerwedstrijd tegen Beerschot VA op 25 september 2019, dwong hij Pierre Bourdin meteen tot een owngoal. Zijn eerste 'echte' doelpunt voor Anderlecht scoorde hij in zijn derde competitiewedstrijd, op 20 oktober 2019 tegen Sint-Truidense VV. Twee weken later scoorde hij een tweeklapper in het 3-3-gelijkspel tegen AA Gent, ook in de twee volgende speeldagen stond hij tegen Cercle Brugge en Zulte Waregem aan het kanon. Roofe speelde de laatste wedstrijd van zijn debuutseizoen op 27 december 2019 tegen Antwerp FC: de aanvaller liep op winterstage een kuitblessure op en mikte op een terugkeer tijdens de play-offs, maar die werden door de coronapandemie afgelast.
Roofe, die in de zomer van 2020 werd aangetrokken als aanvalsleider in het nieuwe project van Vincent Kompany, kon in zijn eerste seizoen bij Anderlecht mede door aanhoudende kwaaltjes onvoldoende overtuigen. Toch toonde Rangers FC, waar Alfredo Morelos een potentiële vertrekker was, in juni 2020 concrete interesse in de aanvaller. Roofe startte de voorbereiding op het seizoen 2020/21 bij Anderlecht, maar opnieuw moest hij geregeld geblesseerd aan de kant blijven staan.

### Rangers FC
Op 4 augustus 2020 ondertekende Roofe een contract voor vier jaar bij Rangers FC. Roofe vertrok voor vijf miljoen euro, oftewel een miljoen euro minder dan Anderlecht een zomer eerder voor hem had betaald. Roofe werd bij Rangers FC meteen belangrijk: met tien goals in de reguliere competitie leverde hij zijn bijdrage aan de eerste landstitel sinds de heropstart in 2012, in de daaropvolgende play-offs (die in principe overbodig waren door de vroegtijdige landstitel van Rangers) scoorde hij nog tweeklappers tegen Celtic FC en Aberdeen FC. In de Europa League kwam hij tot scoren tegen Standard Luik en SL Benfica, al kende Roofe dat seizoen wel een aftocht in mineur in dat toernooi: in de terugwedstrijd van de achtste finale tegen Slavia Praag viel hij in de 55e minuut in voor Scott Arfield, maar nauwelijks zes minuten later pakte hij rood toen hij met gestrekt been het gezicht van de Tsjechische doelman Ondřej Kolář raakte.

## Persoonlijk leven
Roofe is de neef van de R&B zanger Jorja Smith.

## Clubstatistieken
| Seizoen     | Club                 | Competitie           | Competitie | Competitie | Competitie | Beker | Beker | Beker | Internationaal | Internationaal | Internationaal | Totaal | Totaal | Totaal |
| Seizoen     | Club                 | Competitie           | Wed.       | Dlp.       | Ass.       | Wed.  | Dlp.  | Ass.  | Wed.           | Dlp.           | Ass.           | Wed.   | Dlp.   | Ass.   |
| ----------- | -------------------- | -------------------- | ---------- | ---------- | ---------- | ----- | ----- | ----- | -------------- | -------------- | -------------- | ------ | ------ | ------ |
| 2010/11     | West Bromwich Albion | Premier League       | 0          | 0          | 0          | 0     | 0     | 0     | —              | —              | —              | 0      | 0      | 0      |
| Club Totaal | Club Totaal          | Club Totaal          | 0          | 0          | 0          | 0     | 0     | 0     | 0              | 0              | 0              | 0      | 0      | 0      |
| 2011        | → Víkingur Reykjavík | Úrvalsdeild          | 2          | 0          | 0          | 0     | 0     | 0     | —              | —              | —              | 2      | 0      | 0      |
| Club Totaal | Club Totaal          | Club Totaal          | 2          | 0          | 0          | 0     | 0     | 0     | 0              | 0              | 0              | 2      | 0      | 0      |
| 2012/13     | → Northampton Town   | EFL League Two       | 6          | 0          | 0          | 1     | 0     | 2     | —              | —              | —              | 7      | 0      | 2      |
| Club Totaal | Club Totaal          | Club Totaal          | 6          | 0          | 0          | 1     | 0     | 2     | 0              | 0              | 0              | 7      | 0      | 2      |
| 2013/14     | → Cheltenham Town    | EFL League Two       | 9          | 1          | 1          | 0     | 0     | 0     | —              | —              | —              | 9      | 1      | 1      |
| Club Totaal | Club Totaal          | Club Totaal          | 9          | 1          | 1          | 0     | 0     | 0     | 0              | 0              | 0              | 9      | 1      | 1      |
| 2014/15     | → Colchester United  | EFL League One       | 2          | 0          | 0          | 1     | 0     | 0     | —              | —              | —              | 3      | 0      | 0      |
| Club Totaal | Club Totaal          | Club Totaal          | 2          | 0          | 0          | 1     | 0     | 0     | 0              | 0              | 0              | 3      | 0      | 0      |
| 2014/15     | → Oxford United      | EFL League Two       | 16         | 6          | 2          | 0     | 0     | 0     | —              | —              | —              | 16     | 6      | 2      |
| 2015/16     | Oxford United        | EFL League Two       | 40         | 17         | 10         | 9     | 8     | 2     | —              | —              | —              | 49     | 25     | 12     |
| Club Totaal | Club Totaal          | Club Totaal          | 56         | 23         | 12         | 9     | 8     | 2     | 0              | 0              | 0              | 65     | 31     | 14     |
| 2016/17     | Leeds United         | EFL Championship     | 42         | 4          | 6          | 7     | 0     | 1     | —              | —              | —              | 49     | 4      | 7      |
| 2017/18     | Leeds United         | EFL Championship     | 36         | 11         | 3          | 3     | 3     | 2     | —              | —              | —              | 39     | 14     | 5      |
| 2018/19     | Leeds United         | EFL Championship     | 33         | 15         | 2          | 1     | 0     | 0     | —              | —              | —              | 34     | 15     | 2      |
| Club Totaal | Club Totaal          | Club Totaal          | 111        | 30         | 11         | 11    | 3     | 3     | 0              | 0              | 0              | 122    | 33     | 14     |
| 2019/20     | RSC Anderlecht       | Eerste klasse A      | 13         | 6          | 2          | 3     | 1     | 1     | —              | —              | —              | 16     | 7      | 3      |
| Club Totaal | Club Totaal          | Club Totaal          | 13         | 6          | 2          | 3     | 1     | 1     | 0              | 0              | 0              | 16     | 7      | 3      |
| 2020/21     | Rangers FC           | Scottish Premiership | 24         | 14         | 4          | 4     | 2     | 0     | 8              | 2              | 0              | 36     | 18     | 4      |
| 2021/22     | Rangers FC           | Scottish Premiership | 21         | 10         | 0          | 6     | 4     | 1     | 9              | 2              | 1              | 36     | 16     | 2      |
| 2022/23     | Rangers FC           | Scottish Premiership | 3          | 1          | 0          | 3     | 1     | 0     | —              | —              | —              | 6      | 2      | 0      |
| Club Totaal | Club Totaal          | Club Totaal          | 48         | 25         | 4          | 13    | 7     | 1     | 17             | 4              | 1              | 78     | 36     | 6      |
| TOTAAL      | TOTAAL               | TOTAAL               | 247        | 85         | 30         | 38    | 19    | 9     | 17             | 4              | 1              | 302    | 108    | 40     |

1 Butland ·
2 Tavernier  ·
3 Yılmaz ·
4 Pröpper ·
5 Souttar ·
7 Cortés ·
8 Barron ·
9 Dessers ·
10 Diomand ·
11 Lawrence ·
14 Bajrami ·
17 Matondo ·
18 Černý ·
19 Nsiala ·
20 Dowell ·
21 Sterling ·
22 Jefté ·
24 Kasanwirjo ·
27 Balogun ·
29 Igamane ·
30 Hagi ·
31 Kelly ·
38 King ·
43 Raskin ·
44 Devine ·
45 McCausland ·
51 Lowry ·
99 Danilo ·
Coach: Clement
· Assistent-coach: Van der Heyden
· Assistent-coach: Rae
· Assistent-coach: Ulderink